# 摩耶夫人 (真平王)
摩耶夫人（韓文：마야부인，?—?），本名金福肹口，她是新罗第26代王真平王的王妃，27代国王善德女王的母亲。
摩耶夫人的名字来源于释迦牟尼的母亲摩耶夫人。法兴王时，随着佛教的推广，新罗王室的名字富含佛教要素。她为真平王生下4女。摩耶夫人是福勝葛文王的女儿。她和真平王的继妻僧满夫人孙氏都没有生下王子。摩耶夫人的女儿金德曼即位成为了善德女王。

## 家庭
- 祖父:山宗公（炤知麻立干與延帝夫人的兒子）
- 祖母:沙道美（法兴王和沙龍宮主的女儿）
- 父亲:福胜葛文王
- 母亲:松華公主（朴英失與息道夫人（只召太后）的女儿）
- 弟弟:14代风月主虎林公
- 妹妹:壽宗殿君（真兴王儿子）的夫人好隣
- 丈夫:真平王（銅輪太子與萬呼太后的長子）
- 女儿:善德女王（金德曼）
- 女儿:天明公主
  - 外孙:太宗武烈王
- 女儿:善花公主-三国遗事中登场。
- 女儿:天花公主-花郎世记中登场。

## 相关作品
- 《薯童谣》(SBS，2005年~2006年，演员:金华兰)
- 《善德女王》(MBC，2009年,2009年，演员:朴秀珍,尹宥善)
- 《大王之梦》(KBS，2012年~2013年，演员:任的英)